# Diapherotrites
Diapherotrites (manchmal auch Iainarchaeota genannt) ist ein Kandidatenphylum (-stamm, äquivalente zu Abteilung) von Archaeen;
oder früher Kandidatenabteilung (englisch Candidate division) DUSEL3 (Akronym für Deep Underground Science and Engineering Laboratory of Soudan, Minnesota).
Die Diapherotrites sind zusammen mit den Schwestergruppen Parvarchaeota, Aenigmarchaeota, Nanohaloarchaeota und Nanoarchaeota Mitglied der DPANN-Klade, deren Name ein Akronym aus den Anfangsbuchstaben dieser Mitglieder ist.
Das Phylum wurde auf der Grundlage einer phylogenetischen Analyse von Genomen vorgeschlagen, die aus dem Sickerwasser (d. h. Grundwasser) einer stillgelegten Mine in den USA gewonnen wurden.
Die Analyse von drei dieser Genome (SCGC AAA011-E11, SCGC AAA011-N19 und SCGC AAA011-K09) ermöglichte eine Bewertung des Stoffwechsels und der Ökologie dieses Phylums.
Aus diesen Analysen geht hervor, dass ihre katabolischen Fähigkeiten dieser Organismen zwar begrenzt sind, aber ausreichen, um (im Gegensatz zu obligaten Symbionten) ein freies Leben zu führen.
Sie sind nämlich in der Lage, Ribose, Polyhydroxybutyrat und bestimmte Aminosäuren in Acetyl-CoA umzuwandeln, obwohl sie bzgl. mehrerer Aminosäuren und Cofaktoren auxotroph (d. h. auf eine äußere Zufuhr angewiesen) sind.
Ihr Genom enthält mehrere anabole Gene, die vermutlich durch horizontalen Gentransfer (HGT) von Bakterien erworben wurden.
Man vermutet, dass die Diapherotrites von symbiotischen Archaeen-Vorfahren abstammen, die sich nach dem Erwerb dieser katabolen Gene an ein unabhängiges Leben angepasst haben, ausgenommen die im Stammbaum der Phylums basal stehende Gattung Forterrea, die aufgrund ihres Genoms vermutlich noch einen wirtsabhängigen Lebensstil führt.
Das Phylum umfasst insbesondere die Kandidatengattung Iainarchaeum mit der Kandidatenspezies Iainarchaeum andersonii.

## Systematik
Die hier angegebene Taxonomie basiert mit Stand 20. Februar 2022 auf den folgenden Quellen:
- L – List of Prokaryotic names with Standing in Nomenclature (LPSN)[4]
- N – National Center for Biotechnology Information (NCBI, Taxonomy Browser),[5]

Phylum: „Candidatus Diapherotrites“ Rinke et al. 2013 (N), mit Synonym Iainarchaeota, früher „Candidate division DUSEL3“ (N)
- Gattung: „Candidatus Forterrea“ Probst & Banfield 2018 (L,N)[10]
  - Spezies: „Candidatus Forterrea multitransposorum“ Probst & Banfield 2018 (L,N),[10][12] Fundort: Grundwasserleiter, en. aquifer (N)
    - Stamm: Candidatus Forterrea multitransposorum CG_2015-17_Forterrea_25_41 (L,N) – Referenzstamm
- Gattung: „Candidatus Iainarchaeum“ Rinke et al. 2013 (L,N)
  - Spezies: „Candidatus Iainarchaeum andersonii“ Rinke et al. 2013 (N)
    - Stamm: Candidatus Iainarchaeum andersonii SCGC AAA011-E11 (N)[11][13][7] – Referenzstamm
- nicht näher klassifizierte Stämme als vorgeschlagene Mitgliedsspezies mit vorläufigen Bezeichnungen (N)
  - Spezies Candidatus Diapherotrites archaeon ADurb.Bin253 (N), Fundort: Mischung aus kommunalem und industriellem Klärschlamm, Champaign-Urbana Sanitary District, Illinois, USA (N)
  - Spezies Candidatus Diapherotrites archaeon CG08_land_8_20_14_0_20_30_16 (N), Fundort: Grundwasser: Crystal Geyser bei Green River, Utah, USA; Probe vom 20. August 2014 (N)
  - Spezies Candidatus Diapherotrites archaeon CG08_land_8_20_14_0_20_34_12 (N), Fundort: ebenda; Probe vom 20. August 2014 (N)
  - Spezies Candidatus Diapherotrites archaeon CG09_land_8_20_14_0_10_32_12 (N), Fundort: ebenda; Probe vom 20. August 2014 (N)
  - Spezies Candidatus Diapherotrites archaeon CG10_big_fil_rev_8_21_14_0_10_31_34 (N), Fundort: ebenda; Probe vom 21. August 2014 (N)
  - Spezies Candidatus Diapherotrites archaeon CG11_big_fil_rev_8_21_14_0_20_37_9 (N), Fundort: ebenda; Probe vom 21. August 2014 (N)
  - Spezies Candidatus Diapherotrites archaeon CG_4_10_14_0_2_um_filter_31_5 (N), Fundort: ebenda; Probe vom 10. April 2014 (N)
  - Spezies Candidatus Diapherotrites archaeon LH_S9 (N), Fundort: Sediment einer kalten hypersalinen Quelle,  Nunavut, Kanada (N)
  - Spezies Candidatus Diapherotrites archaeon LH_S51 (N), Fundort: Sediment einer Salzwasserquelle (en. saline spring), Nunavut, Kanada (N)
  - Spezies Candidatus Diapherotrites archaeon UBA493 (N), Fundort: Plankton/Meer/Saline (N)
  - Spezies Diapherotrites archaeon SCGC AAA011-K09[7] (N), alias Candidate division DUSEL3 archaeon SCGC AAA011-K09 (N)
  - Spezies Diapherotrites archaeon SCGC AAA011-N19[7] (N), alias Candidate division DUSEL3 archaeon SCGC AAA011-N19 (N)
  - ?Spezies Euryarchaeota archaeon SCGC AAA252-I15, alias Candidate division pMC2A384 archaeon SCGC AAA252-I15 — gemäß NCBI gehört die die Candidate division pMC2A384 zu Euryarchaeota[14] (N), nach Rinke (2013) Fig. 2 ist sie identisch mit dem Phylum Diapherotrites;[7] Fundort: Aquatisch (Frisch- bis Brackwasser); Sakinaw Lake, British Columbia, Kanada.[15] (N)

## Etymologie
Das Präfix „Diaphero-“ in der Bezeichnung für das Phylum leitet sich ab von altgriechisch διαφέρω diapherō, das Suffix „-trites“ von altgr. τρίτος trítos, deutsch ‚dritter/dritte/drittes‘ (wie τρίτην ὥραν ‚dritte Stunde‘ oder τρίτῃ γάμος ἐγένετο ἐν Κανὰ ‚Am dritten Tag fand in Kana eine Hochzeit statt‘). Der Name könnte sich auf die anfänglich drei analysierten Genome beziehen, von denen das Phylum ursprünglich getragen wurde.
- Der Gattungsname Forterrea ehrt der Virologen, Mikrobiologen und Evolutionsforscher Patrick Forterre für seine Forschung über Archaeen im Allgemeinen und deren Replikation im Besonderen.[4][10]
  - Das Präfix des Art-Epithetons multitransposorum kommt von lateinisch multi ‚viel‘, das Suffix ist Genitiv Plural von lat. transposum, latinisiert von Transposon; multitransposorum (‚… der vielen Transposons‘) zeigt an, dass diese Art duplizierte Transposons und Einzelnukleotid-Ploymorphismen (en. localized single nucleotide polymorphisms) aufweist.
- Der Gattungsname Iainarchaeum ehrt den Biologen und Genom-Forscher Iain Anderson.[4]
  - Gleiches gilt für das Art-Epitheton andersonii (Genitiv von lat. andersonius).[4]